# Arctocephalus
Arctocephalus je rod lachtanů, který zahrnuje 8 druhů.

## Název
Jméno Arctocephalus pochází z řeckých slov arctos („medvěd“) a kephale („hlava“), což by se dalo přeložit jako „medvědí hlava“ či „mající medvědí hlavu“. Do češtiny se název rodu někdy překládá jako lachtan.

## Charakteristika
Lachtani rodu Arctocephalus mívají světle hnědou, občas našedivělou srst. Samci mívají černou hřívu. V době páření se lachtani sdružují do velkých kolonií, kde na jednoho samce připadá více samic.

## Druhy
Rod Arctocephalus zahrnuje 8 druhů lachtanů:
- Lachtan jihoamerický (Arctocephalus australis)
- Lachtan Forsterův (Arctocephalus forsteri)
- Lachtan galapážský (Arctocephalus galapagoensis)
- Lachtan antarktický (Arctocephalus gazella)
- Lachtan ostrovní (Arctocephalus philippii)
- Lachtan jihoafrický (Arctocephalus pusillus)
- Lachtan guadelupský (Arctocephalus townsendi)
- Lachtan jižní (Arctocephalus tropicalis)

Fylogenetické vztahy mezi jednotlivými druhy nejsou zcela vyjasněny, nicméně až na lachtana jihoafrického mezi nimi existuje úzká genetická příbuznost. Američtí vědci Annalis Berta a Morgan Churchill v roce 2011 proto navrhli, aby rod Arctocephalus nadále zahrnoval pouze lachtana jihoafrického a zbývající lachtani byli přeřazeni do nově navrženého taxonu, rodu Arctophoca. Toto rozdělení sice bylo ještě téhož roku akceptováno taxonomickou komisí při Společnosti pro nauku o mořských savcích (The Society for Marine Mammalogy), nicméně po rozsáhlé studii DNA z roku 2012 se komise rozhodla v roce 2013 své předchozí rozhodnutí zrušit a přeřadit lachtany zpět do Arctocephalus. Komise konstatovala, že je potřeba další výzkum.

## Výskyt
Lachtan guadelupský je jediný zástupce rodu, který se vyskytuje čistě na severní polokouli. Lachtan galapážský se vyskytuje na obou polokoulích a zbývající 6 lachtanů se vyskytují na polokouli jižní.